# شبح خبیث: رستاخیز
شبح خبیث: رستاخیز (انگلیسی: Painted Skin: The Resurrection) یک فیلم فانتزی-اکشن چینی محصول سال ۲۰۱۲ به کارگردانی وورشان و با بازی ژو شون، چن کوئن، ژائو وی، فنگ شائوفنگ و یانگ می است. این فیلم بیشتر بازیگران اصلی فیلم شبح خبیث محصول ۲۰۰۸ را دوباره گرد هم آورده و دنباله‌ای با داستان و شخصیت‌های جدید اما مرتبط با نسخهٔ نخست به‌شمار می‌رود.
اقتباسی تلویزیونی از این فیلم با عنوان ، مشابه نسخهٔ نخست، در سال ۲۰۱۳ پخش شد.

## خلاصه داستان
در طول ۵۰۰ سالی که از رویدادهای فیلم پیشین گذشته، دیو روباه، «شیائو وی»، به‌خاطر نقض قانون دیوان، در یخ زندانی شده است. موجودی پرنده به‌نام «چیوئر» که شخصیتی بازیگوش دارد، او را نجات می‌دهد و آن دو به دنبال مردی می‌گردند که حاضر باشد قلب خود را به شیائو وی ببخشد تا او انسان شود. نخست با شاهزاده‌ای گستاخ روبه‌رو می‌شوند که این پیشنهاد را مسخره می‌کند، پس قلبش را از بدن بیرون می‌کشند. سپس شیائو وی با استفاده از جادویش، ژنرالی را هدف قرار می‌دهد که نیمی از صورتش را نقابی زرین پوشانده است. اما پس از بی‌هوش کردنش، درمی‌یابد که او نه یک مرد، بلکه زنی با چهره‌ای نیمه‌سوخته است.
شیائو وی همراه این زن مرموز به شهر سفید در مرز می‌رود و آن زن مشخص می‌شود که شاهزاده «جینگ» است؛ کوچک‌ترین دختر خاندان سلطنتی که برای بازرسی یک پایگاه نظامی آمده است. فرماندهٔ این پایگاه، ژنرال «هُو» است که پیش‌تر محافظ اصلی شاهزاده بوده و دلبستگی دوطرفه‌ای میان آن‌ها شکل گرفته، اما هو هرگز از مرز وظیفه عبور نکرده است. چهرهٔ شاهزاده جینگ هنگام گشت‌زنی در جنگل بر اثر حملهٔ خرسی هیولاگون آسیب دیده و گرچه هو خرس را می‌کشد، اما دیر می‌رسد.
در همان شب، هنگام اجرای برنامه برای شاهزاده و نیروهایش، شیائو وی با افسون شرورانه‌ای هو را جادو می‌کند. شاهزاده که از رفتار ژنرال دل‌شکسته شده و از افسون آگاه نیست، خود را در دریاچه می‌اندازد اما شیائو وی او را نجات می‌دهد. او قدرت‌های جادویی‌اش را برای شاهزاده آشکار کرده و به او می‌گوید که زخم چهره‌اش مانع از آن می‌شود که هو هرگز دوستش داشته باشد؛ و پیشنهاد می‌دهد با معجونی جادویی جای چهره‌هایشان را عوض کنند.
در همین حال، چیوئر که شبانه در شهر قدم می‌زند، هدف مزاحمت دو مرد قرار می‌گیرد. «پانگ لانگ» که خود را از نسل دیوگیران می‌داند، دخالت می‌کند، اما چیوئر پیش از آن قلب یکی از مهاجمان را درمی‌آورد و هویت دیوی‌اش آشکار می‌شود. پانگ لانگ می‌کوشد هو را دربارهٔ خطر آگاه کند، اما نگهبانان مانع ورودش می‌شوند.
آن شب، جینگ در قالب شیائو وی ژنرال افسون‌شده را اغوا می‌کند. فردا، شیائو وی با بهره‌گیری از اشتیاق جینگ به عشق یک‌سویه، پیشنهاد می‌دهد که برای همیشه جای چهره‌هایشان را عوض کنند. اما زمانی که هو وارد می‌شود، جینگ در تلاشی آخر برای بازپس‌گیری دل او، هویت شیائو وی را افشا می‌کند و به هو دستور می‌دهد او را بکشد. افسون مانع از اجرای فرمان می‌شود و جینگ با ناامیدی به هو حمله می‌کند.
در همین هنگام، ارتش پادشاهی همسایه «تیان‌لانگ» به فرماندهی یک جادوگر خبیث وارد شهر سفید می‌شود تا شاهزاده جینگ را که به شاهزاده تیان‌لانگ نامزد شده، با خود ببرد. جینگ این ازدواج اجباری را نمی‌پذیرد و هو را مجبور به دفاع از شهر می‌کند. جینگ برای پایان دادن به درگیری تهدید می‌کند که خودکشی خواهد کرد و دشمن موافقت می‌کند اگر ظرف سه روز تسلیم شود، عقب‌نشینی خواهد کرد. جینگ که نمی‌خواهد با مردی جز هو ازدواج کند، قلب خود را به شیائو وی می‌بخشد تا سرنوشت‌هایشان عوض شود.
شیائو وی که اکنون در هیئت جینگ به اردوگاه تیان‌لانگ می‌رود، درمی‌یابد که نامزدش همان شاهزادهٔ گستاخی است که پیش‌تر قلبش را گرفته بودند و حالا قرار است با قلب جدید، یعنی قلب جینگ، دوباره زنده شود. اما بدون جادوی دیوی، شیائو وی نمی‌تواند مانع این نقشه شود.
چیوئر راز تعویض هویت جینگ و شیائو وی را برای پانگ لانگ فاش می‌کند و او نیز این خبر را به هو می‌رساند. در لحظه‌ای که جینگ می‌خواهد با خوردن قلب نخستین خود تبدیل به دیو شود، هو وارد می‌شود. او با شمشیر چشمان خود را کور می‌کند تا عشقش به جینگ را ثابت کرده و افسون شیائو وی را بشکند. چیوئر، جینگ و هو به سوی اردوگاه دشمن می‌شتابند و پس از نبردی سخت پیروز می‌شوند، اما چیوئر کشته می‌شود.
هو قلبش را در برابر بازگشت قلب جینگ به شیائو وی پیشکش می‌کند، اما شیائو وی بدون چشم‌داشت، قلب جینگ را به او بازمی‌گرداند. در سایهٔ گرفتگی آخرالزمانی خورشید، روح شیائو وی در بدن جینگ ادغام می‌شود و چهره‌اش نیز ترمیم می‌شود. فیلم با صحنه‌ای به پایان می‌رسد که هو و جینگ آماده می‌شوند تا با هم زندگی تازه‌ای را آغاز کنند و پانگ لانگ پرنده‌ای شبیه به چیوئر می‌بیند و پری مشابه پری را که روز نخست از او گرفته بود، به دست می‌آورد.

## بازیگران
- ژو شون در نقش شیائو وی
- چن کوئن در نقش هوو شین
  - چین جونجیه در نقش هوو شین جوان
- ژائو وی در نقش شاهزاده جینگ
  - گوان شیائوتنگ در نقش شاهزاده جینگ جوان
- فنگ شائوفنگ در نقش پانگ لانگ
- یانگ می در نقش چیوئر
- کریس فیلیپس در نقش جادوگر پادشاهی تیان‌لانگ
- چن تینگ‌جیا در نقش ملکه تیان‌لانگ
- مورگان بنویت در نقش برده‌گرگ تیان‌لانگ

## واکنش‌ها

### گیشه
در چینِ سرزمین اصلی، فیلم شبح خبیث: رستاخیز پرفروش‌ترین افتتاحیهٔ تاریخ را در میان فیلم‌های داخلی رقم زد و پس از اکران دوبارهٔ سه‌بعدی تایتانیک (فیلم ۱۹۹۷) و فیلم تبدیل‌شوندگان: نیمه تاریک ماه، سومین افتتاحیهٔ پرفروش تاریخ چین شد.
با فروش کلی ۱۱۵٫۰۷ میلیون دلار آمریکا، این فیلم رکورد پرفروش‌ترین فیلم داخلی چین را شکست و از رکورد پیشین متعلق به بگذار گلوله‌ها پرواز کنند پیشی گرفت.

### نظر منتقدان
وبگاه راتن تومیتوز گزارش داد که ۸۳٪ از منتقدان از مجموع ۶ نقد منتشرشده، نظر مثبتی دربارهٔ فیلم داشته‌اند و میانگین امتیاز آن را ۴٫۴۰ از ۱۰ اعلام کرد.
پس از اکران فیلم در چین، منتقدان از بازی دو بازیگر زن اصلی، به‌ویژه ژائو وی، ستایش کردند.
تماشاگران نیز ژائو وی را «زیباترین زن زخم‌خورده‌ای که تا به حال دیده شده» نامیدند.
دریک الی از نشریهٔ فیلم بیزینس ایژیا نوشت:

«نتیجه فیلمی بسیار سرگرم‌کننده است؛ یک فانتزی پرزرق‌وبرق با طراحی لباس که کمی طولانی به نظر می‌رسد، اما بازی‌ها و اجرای فنی آن فیلمنامه‌ای را که گاه از توانش فراتر می‌رود، به دوش می‌کشد… ژو شون، که از زمان فیلم رودخانه سوجو (۱۹۹۹) نقش‌های اغواگرانهٔ جنسی‌مبهم را در چین در اختیار داشته، در نقش دیوی که می‌خواهد انسان شود—even if it means pain—فیلم را در اختیار خود دارد. اما ژائو وی نیز در نیمهٔ چهارم دههٔ سی‌سالگی‌اش سنگینی حضور خود در پرده را تثبیت کرده و در این فیلم بهتر از نقش پیشینش در مولان کارگردانی شده است. صحنه‌های ژائو با ژو بسیار تأثیرگذارتر از صحنه‌هایش با چن کوئن (معشوق فرضی‌اش) هستند.»

دبورا یانگ از هالیوود ریپورتر نوشت:

«نتیجه فیلمی با افت‌وخیزهای فراوان است که احتمالاً تماشاگران را به‌ویژه بر اساس جنسیت تقسیم می‌کند؛ چون داستان اساساً عاشقانه است با قهرمانی نجیب، موبلند و رمانتیک، و چهار شخصیت زن نیرومند که داستان را به پیش می‌برند. بازی‌ها به‌طور شگفت‌آوری عمیق‌اند و پیوند میان جینگ و شیائو وی، به‌رغم رقابت دیوایی میان ژو شون و ژائو وی، کاملاً باورپذیر است.»